# ФК Драва
НК Драва је професионални словеначки фудбалски клуб из Птуја у Словенији.. Члан је Прве словеначке фудбалске лиге.

## Историја
Клуб је основан, на иницијативу Гимнастичарског друштва „Сокол“ 1933. године под називом „Фудбалско друштво“ Птуј - ФД Птуј. После рата 1946. године, ФД Птуј се реорганизује и мења име у Шпортно друштво Драва (ШД Драва), да би 23. јануара 1950. добио данашње име НК Драва.
НК Драва се такмичио по нижим лигама Словеније, да би 1972. постигао највећи клупски успех пласирајући се на треће место у Словеначкој лиги. Од 1996. се такмичи у Другој словеначкој лиги, да би се 2003. успео пласирати у Прву словеначку фудбалску лигу.

## Стадион
Месни стадион у Птују, на којем Драва игра своје утакмице изграђен је 1950. године. Имао је само 475 места за седење. Стадион је реновиран 2004/05 године је реновиран. Капацитет на трибини за седење на 2.200 места.

## Пласмани у првенству и купу
- приказани су пласмани од уласка у СНЛ

| Сезона  | Пласман лига | Број кубова | Пласман куп   |
| ------- | ------------ | ----------- | ------------- |
| 2001/02 | 5            | друга лига  | -             |
| 2002/03 | 2            | друга лига  | -             |
| 2003/04 | 11           | 12          | оснима финала |
| 2004/05 | 5            | 12          | 2. круг       |
| 2005/06 | 5            | 10          | осмина финала |
| 2006/07 | 4            | 10          | осмина финала |
| 2007/08 |              | 10          |               |

## Биланс НК Драва на вечној табели клубова уСНЛ
| Плас. | Тим      | Број сезона | ИГ  | Д  | Н  | ИЗ | ГД  | ГП  | Бод |
| ----- | -------- | ----------- | --- | -- | -- | -- | --- | --- | --- |
| 14    | НК Драва | 4           | 136 | 49 | 36 | 51 | 185 | 194 | 183 |

ИГ = Играо утакмица; Д = Добио; Н = Нерешио; ИЗ = Изгубио; ГД = Голова дао; ГП = Голова примио; Бод = Бодови

## НК Драва у европским такмичењима
| Сезона | Такмичење     | Ранг   | Земља    | Клуб             | Резултат |
| ------ | ------------- | ------ | -------- | ---------------- | -------- |
| 2005   | Интертото куп | 1 коло | Хрватска | НК Славен Белупо | 0-1, 0-1 |